# هيلين فيتزغيرالد
هيلين فيتزغيرالد (بالإنجليزية: Helen FitzGerald)‏ (21 سبتمبر 1966)؛ روائية أسترالية.